# I Lay Down
I Lay Down è un singolo del cantante italiano Zucchero Fornaciari, pubblicato nel luglio del 2002 dalla Polydor e dalla Universal Music come quinto singolo dell'album Shake, terzo per il mercato internazionale.

## Descrizione
Il brano, la cui musica è stata composta da Zucchero insieme a Luciano Luisi, è un Louisiana blues dai toni ballad, ed è stato registrato insieme a John Lee Hooker, poco prima della scomparsa di quest'ultimo: l'album Shake è stato proprio dedicato al bluesman.
Il testo inglese è stato scritto con la collaborazione di Sarah E. Davis, mentre quello italiano di Ali d'oro è opera di Zucchero.

## Tracce
Testo di Zucchero e musica di Zucchero e Luciano Luisi, eccetto dove diversamente indicato.

### CD singolo
I Lay Down
- COD: Polydor ZUCCHERO6

1. I Lay Down (feat. John Lee Hooker) (Bedroom Rockers Rmx) – 4:12 (testo: Zucchero, S. E. Davis)

Ali d'oro
- COD: Polydor 570 991-2

1. Ali d'oro (feat. John Lee Hooker) (Bedroom Rockers Rmx) – 4:12
2. I Lay Down (feat. John Lee Hooker) (Bedroom Rockers Rmx) – 4:12 (testo: Zucchero, S. E. Davis)

### CD Maxi
I Lay Down
- COD: Polydor 18

1. I Lay Down (feat. John Lee Hooker) (Bedroom Rockers Rmx) – 4:11 (testo: Zucchero, S. E. Davis)
2. Ali d'oro (feat. John Lee Hooker) (Bedroom Rockers Rmx) – 4:11
3. Ali d'oro (feat. John Lee Hooker) – 4:57

- COD: Polydor 570992-2

1. Ali d'oro (feat. John Lee Hooker) (Bedroom Rockers Rmx) – 4:15
2. I Lay Down (feat. John Lee Hooker) (Bedroom Rockers Minimal Rmx) – 4:42 (testo: Zucchero, S. E. Davis)
3. Ali d'oro (feat. John Lee Hooker) – 4:57
4. X colpa di chi? (Radio Edit) – 3:15 (Zucchero)

- COD: Polydor 18

1. I Lay Down (feat. John Lee Hooker) – 4:57 (testo: Zucchero, S. E. Davis)
2. Ali d'oro (feat. John Lee Hooker) – 4:57
3. I Lay Down (feat. John Lee Hooker) (Bedroom Rockers Rmx) – 4:15 (testo: Zucchero, S. E. Davis)
4. I Lay Down (feat. John Lee Hooker) (Bedroom Rockers Minimal Rmx) – 4:42 (testo: Zucchero, S. E. Davis)
5. Ali d'oro (feat. John Lee Hooker) (Bedroom Rockers Rmx) – 4:15
6. Ali d'oro (feat. John Lee Hooker) (Bedroom Rockers Minimal Rmx) – 4:42

Ali d'oro
- COD: Polydor 5002 741

1. Ali d'oro (feat. John Lee Hooker) (Bedroom Rockers Rmx) – 4:12
2. Ali d'oro (feat. John Lee Hooker) – 4:57
3. Ali d'oro (feat. John Lee Hooker) (Bedroom Rockers Minimal Rmx) – 4:41

## Classifiche
| Classifica (2002) | Posizione massima |
| ----------------- | ----------------- |
| Paesi Bassi       | 91                |
| Romania           | 39                |